# Villaescusa (Zamora)
Villaescusa és un municipi de la província de Zamora a la comunitat autònoma de Castella i Lleó.

## Demografia
| 1991 | 1996 | 2001 | 2004 |
| ---- | ---- | ---- | ---- |
| 465  | 401  | 357  | 352  |